# Социалистическая партия (Ирландия)
Социалистическая партия (ирл. Páirtí Sóisialach, англ. Socialist Party) — радикальная левая организация в Ирландии, ирландская секция троцкистского Комитета за рабочий интернационал. В 1997—2007 годах, а также после 2011 года партия представлена в Дойл Эрян, в 2009—2014 годах имела представителя в Европарламенте. Партия действует как в Республике Ирландия, так и в Северной Ирландии.

## Краткая история
Организация сторонников тенденции «Милитант» (Militant Tendency) в Ирландии возникла в 1970-е годы. В 1974 году она приняла участие в учреждении Комитета за рабочий интернационал (КРИ). Члены организации действовали внутри ирландской Лейбористской партии до конца 1980-х — начала 1990-х годов, когда они были из неё исключены. С тех пор организация стала носить название «Милитант Лэйбор» (Militant Labour). Эти события совпали с расколом в КРИ и общей переориентацией интернационала на работу своих секций в качестве независимых политических организаций. В 1996 году на основе «Милитант Лэйбор» была учреждена Социалистическая партия.

## Деятельность
Соцпартия принимает активное участие в профсоюзном движении Ирландии. Активисты партии занимают руководящие должности в ряде профсоюзов страны, в частности, в Профсоюзе гражданских и государственных служащих (Civil and Public Services Union) и Объединении северо-ирландских государственных служающих (Northern Ireland Public Service Alliance). Под влиянием североирландских социалистов, состоящих в общебританском профсоюзе пожарников (Fire Brigades Union), последний в 2004 году покинул британскую Лейбористскую партию, в которой ранее состоял в качестве коллективного члена.
Также партия активно участвует в общественных кампаниях против войн в Ираке и Афганистане, против фашизма и расизма, против нарушения трудовых прав, против дискриминации женщин, ЛГБТ, мигрантов и так далее.
В середине 1990-х годов при участии Социалистической партии жителям Дублина удалось отменить ввод дополнительного налога на водоснабжение. В 2003 году в ходе кампании против обложения граждан налогом на вывоз мусора ведущие фигуры партии Джо Хиггинс и Клэр Дэли были на месяц заключены в тюрьму.

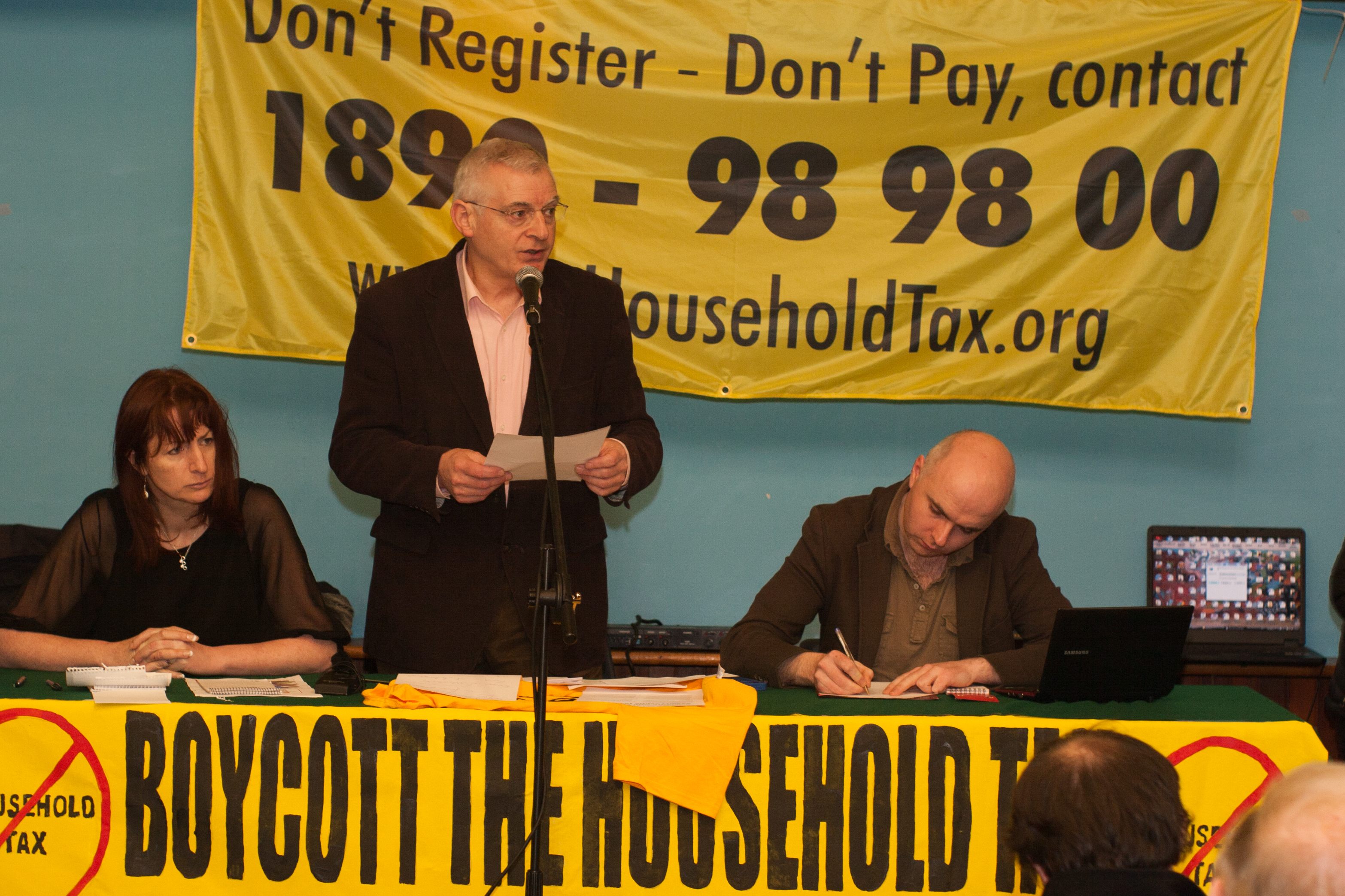
Бывшие депутаты Соцпартии Клэр Дэли (слева) и Джо Хиггинс (в центре)

В 2005 году Социалистическая партия организовала первую крупную забастовку иностранных рабочих в Ирландии. Строителям-мигрантам из Турции, занятым транснациональной корпорацией GAMA на сооружении ирландских государственных объектов, платили в четыре раза меньше минимального дохода, законодательно закреплённого в Ирландии (2,20 евро в час при официальном минимуме 8,65 евро), в то время, как их рабочая неделя составляла до 80 часов. Забастовка закончилась победой рабочих-мигрантов, которым выплатили миллионы евро, втайне содержавшиеся на счетах в нидерландских банках, в качестве компенсации за недополученную зарплату и сверхурочные.
С 2014 года совместно с другими левыми организациями и профсоюзами участвует в движении против введения тарифов на воду — Right2Water.

## Участие в выборах
За время своего существования Социалистическая партия участвовала во всех выборах в Дойл Эрэн. Её электоральной базой является рабочий класс крупных городов (Дублина и Корка).
По итогам выборов 1997 года партия получила одно депутатское кресло, которое занял один из её лидеров Джо Хиггинс. Этот же результата партия сохранила и по итогам всеобщих выборов 2002 года.
Всеобщие выборы 2007 года завершились для Соцпартии потерей депутатского кресла, но в 2009 году Джо Хиггинс стал депутатом Европейского парламента. В настоящее время Соцпартия имеет представителей в ряде городских советов Ирландии.
К парламентским выборам 2011 года Социалистическая партия создала широкую левую коалицию Объединённый левый альянс совместно с объединениями «Люди важнее прибыли» (People Before Profit Alliance) и «Группа действия рабочих и безработных» (Workers and Unemployed Action), в рамках которых действуют активисты двух других троцкистских организаций — соответственно Социалистической рабочей партии и бывшей Лиги за рабочую республику.
На выборах 2011 года крайне левые в лице Объединённого левого альянса значительно улучшили свои показатели. В числе пяти депутатов, избранных от ОЛА, двое (Джо Хиггинс и Клэр Дэли) представляли Соцпартию (кроме того, близок к избранию был ещё один её член, Мик Барри). Место Джо Хиггинса в Европарламенте занял Пол Мёрфи, который не переизбрался на выборах 2014 года из-за разобщённости радикальных левых кандидатов, но в том же году прошёл в Дойл Эрян. На довыборах в Западном Дублине в парламент была избрана ещё одна социалистка, Рут Коппингер.
Накануне местных выборов 2014 года активисты Социалистической партии создали более широкую левую антикапиталистическую партию — Альянс против жёсткой экономии (ААА, Anti-Austerity Alliance). К парламентским выборам 2016 года последняя объединилась в 2015 году с той же группой «Люди важнее прибыли», зарегистрировав новую партию «Альянс против жёсткой экономии — Люди важнее прибыли» (Anti-Austerity Alliance — People Before Profit), с 2017 года носящую название «Солидарность — Люди важнее прибыли». Она получила почти 4 % голосов на выборах, проведя 6 депутатов в Дойл Эрян, из которых трое (Пол Мёрфи, Рут Коппингер и Мик Барри) представляют ААА и Социалистическую партию.

## Партийные издания
- «Социалист» (The Socialist), ранее «Социалистический голос» (Socialist Voice), «Голос» (The Voice) и «Милитант» (Militant) — ежемесячная газета
- «Социалистический взгляд» (Socialist View), ранее «Социализм 2000» (Socialism 2000) — ежеквартальный теоретический журнал
- «Международный социалистический голос» (International Socialist Voice) — электронный журнал
- «Социалист Фингала» (Fingal Socialist) — бесплатная газета, распространяемая в северной и западной части графства Фингал.
- «Социалист Корка» (Cork Socialist) — бесплатная газета, издаваемая в Корке.